# A Collection: Greatest Hits... and More
A Collection: Greatest Hits... and More è un album di raccolta della cantante e attrice statunitense Barbra Streisand, pubblicato nel 1989 dalla Columbia Records.

## Tracce
1. We're Not Makin' Love Anymore – 5:33
2. Woman in Love – 3:51
3. All I Ask of You – 4:01
4. Comin' In and Out of Your Life – 4:09
5. What Kind of Fool (duetto con Barry Gibb) – 4:07
6. The Main Event/Fight – 4:54
7. Someone That I Used to Love – 4:21
8. By the Way – 2:56
9. Guilty (duetto con Barry Gibb) – 4:23
10. Memory – 3:55
11. The Way He Makes Me Feel (Studio version) – 4:11
12. Somewhere – 4:55